# Mama Kayai
Mary Kavere, conocida popularmente como Mama Kayai, es una actriz keniana, reconocida por ser pionera en la industria de la actuación de su país. Ha formado parte del sector artístico durante aproximadamente cuatro décadas. En 2018 recibió el Grand Warrior Award, que la llevó a formar parte del Riverwood Hall of Fame.

## Trayectoria
Kayai creció en Majengo, Pumwani, estuvo casada con Saidiel Matano, con quien tuvo cinco hijos. También es abuela.
Comenzó su andadura artística como bailarina y cantante tradicional con el grupo The Black Golden Stars. Más tarde, Kayai conoció a Mzee Ojwan'g y a Lucy Wangui (que interpretaba a un juez en Vioja Mahakamani), en uno de sus castings, a quienes agradece por haber sido sus mentores y por haber contribuido al desarrollo de su carrera como actriz.
Debutó como actriz y saltó a la fama en la década de 1980 tras el estreno de un popular programa familiar cómico, Vitimbi, que se transmitió en 1985 en la Kenya Broadcasting Corporation, más conocida como Voice of Kenia (VOK). Luego apareció en otro popular drama, Vioja Mahakamani.
En la ficción Kayai estuvo casada con el célebre actor keniano, Benson Wanjau, conocido artísticamente como Mzee Ojwan'g. Ambos fueron conocidos como la pareja más importante de la comedia keniana. Ojwan'g tuvo el reconocimiento de los espectadores como el padre de la comedia familiar, murió de neumonía en 2015.
El equipo de Vitimbi, dirigido por Kayai y Ojwan'g, fueron los encargados de entretener a la nación en todas las fiestas nacionales. El presidente de Kenia, Jomo Kenyatta, invitaba a menudo a la banda de Vitimbi a entretenerle en su casa de Gatundu. Al fallecido presidente del país, Daniel Moi también le gustaba los espectáculos de Kayai y Ojwan'g y, además les dio la oportunidad de actuar en las fiestas nacionales y los invitaba a la casa presidencial. El expresidente Mwai Kibaki también invitaba regularmente a Kayai y a su equipo a la casa presidencial.

## Premios y reconocimientos
En 2015, Kayai fue galardonada con el Lifetime Achievement Award de la 6.ª edición de los Kalasha Awards. También consiguió entrar en el Riverwood Hall of Fame en septiembre de 2018, tras ganar el Grand Warrior Award en los Riverwood Awards.